# لوتوستانگ
لوتوستانگ (به لاتین: Lutostań) یک روستا در لهستان است که در گمینا وومژا واقع شده‌است. لوتوستانگ ۱۸۰ نفر جمعیت دارد.